# 广济镇 (绵竹市)
广济镇，是中华人民共和国四川省德阳市绵竹市下辖的一个乡镇级行政单位。2019年12月，撤销金花镇，将其所属行政区域划归广济镇管辖。

## 行政区划
广济镇下辖以下地区：
仁贤社区、天平村、新和村、石河村、中新村、祈祥村和卧云村。